# Вудхендж

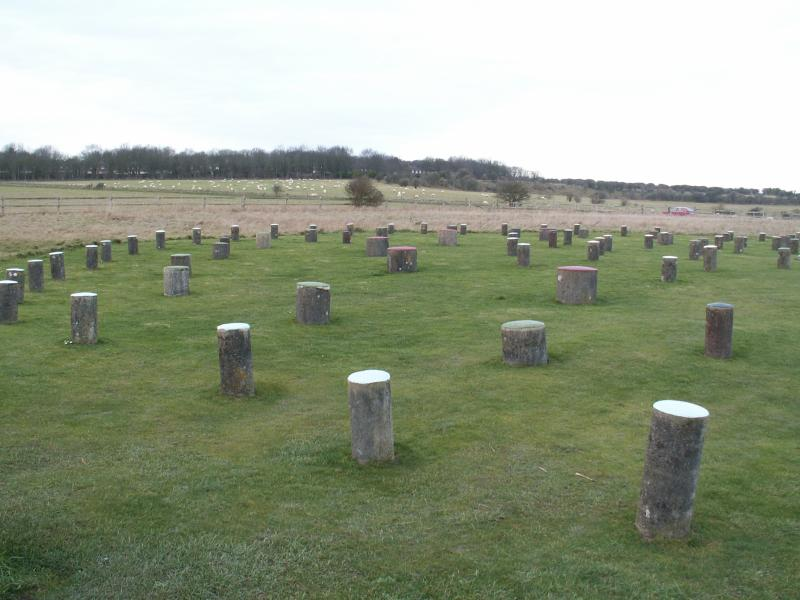
Бетонні стовпи на місці отворів під палі Вудхенджа.

Вудхендж (англ. Woodhenge) — неолітичний гендж і дерев'яний круг. Належить до комплексу пам'яток, що охоплює Стоунхендж, Ейвбері і низку інших на території Вілтширу, в Англії. Знаходиться в окрузі Дарінгтон на північ від Еймсбері, за 3 км на північний схід від Стоунхенджу і за 0,5 км від іншого давнього пам'ятника — Дарінгтон-Волс.

## Відкриття
Вудхендж було виявлено в 1925 році під час повітряного фотографування. Розкопки пам'ятника провела в 1926–1929 рр. Мод Канінгтон.

## Датування
Кераміка, виявлена при розкопках, була ідентифікована як жолобкова кераміка середнього неоліту, проте були виявлені і уламки пізнішої дзвоноподібної кераміки. Таким чином, об'єкт був споруджений, найімовірніше, в період існування традиції «культури дзвоноподібних келихів», що охоплює пізній неоліт і ранню бронзову добу атлантичної Європи.

## Структура
На думку М. Каннінгтон, пам'ятник складався з центрального поховання, оточеного шістьма концентричними колами отворів для паль, потім одиночним ровом і, нарешті, зовнішнім насипом шириною близько 85 метрів.
У похованні виявлено останки дитини. На думку Каннінгтон, її було принесено у жертву. Останки, що зберігалися в Лондоні, були знищені під час німецьких бомбардувань Лондона 1940-1941 років. Також Каннінгтон виявила скелет підлітка в одному з розкопів.
У більшості зі 168 пальових отворів виявлено сліди дерев'яних паль, проте Каннінгтон зазначила, що між другим і третім кільцями паль могли перебувати менгіри. Розкопки 2006 р. показали, що там справді знаходилася композиція з кількох менгірів. Глибокі з пальових отворів досягали 2 метрів, а висота дерев'яних паль, за оцінками, становила 7,5 метрів над рівнем землі. Маса кожної палі становила до 5 тонн, а їхнє розташування нагадувало композицію з особливого роду вапнякових каменів (en:bluestones) у Стоунхенджі, що належать до третьої стадії спорудження пам'ятника. Тепер[коли?] місця знаходження стародавніх пальових отворів марковані сучасними бетонними палями.
Канінгтон відзначила і низку інших подібних рис зі Стоунхенджем; в обох входи орієнтовані приблизно на схід сонця в середині літа, а діаметри дерев'яних кіл у Вудхенджі та кам'яних кіл у Стоунхенджі однакові, що надає додатковий зміст подібним назвам цих пам'яток.

## Зв'язок з іншими пам'ятками старовини
У 1966 році всього за 500 метрів від Вудхенджа, в Дарінгтон-Волс, було виявлено останки ще одного стародавнього кола з дерев'яних паль тієї ж епохи.